# Giglio
Giglio er en italiensk ø i det Tyrrhenske hav ud for det sydligste Toscana. Øen har et areal på ca. 23,8 km² og har ca. 1.500 indbyggere. Den udgør sammen med den lille naboø, Giannutri, en selvstændig kommune. Der er hyppige færgeforbindelser til Porto Santo Stefano på fastlandet. Der er ligeledes busforbindelse mellem øens tre byer. Det højeste punkt på øen er Poggio della Pagana, 496 m.o.h. Der har tidligere været minedrift på øen, men dette er ophørt. Bortset fra lidt landbrug, er turisme hovederhvervet på øen i dag.

## Historie
Øen er ca. 4,5-5 millioner år gammel og har været beboet siden jernalderen. Senere var øen sandsynligvis en militær skanse for etruskerne. Under Romerriget var øen en vigtig base i det Tyrrhenske hav.
I 805 donerede Karl den Store øen til klosteret Tre Fontane i Rom og kom senere ind under familierne Aldobrandeschi, Pannocchieschi, Caetani og Orsini og byen Perugia. I 1241 ødelagde den sicilianske flåde den Genovaianske flåde ud for øen. Fra 1264 kom Giglio ind under Republikken Pisa og senere til Medici-familien. Øen var udsat for flere angreb fra Saracenerne, som først ophørte i 1799.
Den 13. januar 2012 løb krydstogtskibet Costa Concordia med 4.234 passagerer og besætningsmedlemmer om bord på grund ud for Giglios kyst, slog læk og drev ind til kysten nær Portos havn, hvor det kæntrede, delvis sank og blev liggende med en slagside på 80 grader. Seks mennesker mistede livet, 13 blev kvæstet 14 savnedes (16. januar 2012). Skibet blev hævet natten mellem den 16. og 17. september 2013, for at blive slæbt væk til ophugning.

## Geografi
Øen har tre små byer:
- Giglio Castello er øens hovedby, hvor rådhuset ligger. Byen ligger midt på øen i ca. 400 meters højde. Byen er en velbevaret middelalderby med smalle trappegader, den er omgivet af tykke bymure med syv tårne fra 1100-tallet og på det højeste punkt befinder sig borgen, Rocca Aldobrandesca. Byen har to gamle kirker, San Giorgio og San Pietro. Den sidste huser et krucifiks af Giambologna.
- Giglio Porto er øens havneby, hvorfra færgerne går til Porto Santo Stefano, og hvorfra udflugtsbåde sejler rundture eller ture til naboøen, Giannutri. Giglio Porto ligger i en naturlig bugt med de gamle huse i en cirkel rundt langs bugten. I byen befinder sig også middelaldertårnet, Torre del Saraceno.
- Giglio Campese er fortrinsvis en badeby med relativt nyopførte hoteller og restauranter. Her er dog også et tårn fra 1500-tallet, Torre del Campese. Giglio Campese ligger smukt ved en bugt med nogle fritstående klipper, Faraglioni, yderst i bugten.

Udenfor byerne er der ikke meget bebyggelse på øen, bort set fra fyr på både nord- og sydenden. På øen er der enkelte dyrkede marker, fortrinsvis med vindruer; men det meste af øen ligger hen som uberørt natur. Der er fortrinsvis tale om maki, men der er også et par mindre pinjeskove. Jordbærtræer ses også i højderne midt på øen. En vej fører ud til den sydligste ende af øen, og der er derudover gode vandrestier på øen, bl.a. i højderne midt på øen, hvorfra der i klart vejr er flot udsigt til naboøerne, Elba, Montecristo og Giannutri, og til fastlandet,
Øen er kendt for sine granitminer. Mange søjler og bygninger i Rom er bygget med granit fra Gigilo.
På øen lever kaniner, muflonfår og flere arter af flagermus, og der yngler adskillige arter af fugle, ligesom øen gæstes af mange fugle i træktiden.
- Giglio Castello
- Giglio Porto
- Giglio Campese
- Den strandede Costa Concordias position
- Det kæntrede Costa Concordia